# Brian Herbinson
Brian Alexander Herbinson (* 25. November 1930 in Ballymena, Vereinigtes Königreich; † 30. August 2022 in Aurora, Ontario) war ein kanadischer Vielseitigkeitsreiter.

## Leben
Brian Herbinson wurde 1930 in der nordirischen Stadt Ballymena als Sohn von Sandy und Birdie Herbinson geboren. Die Familie wanderte jedoch nach Kanada aus. Herbinson studierte an der University of Toronto, wo er am Victoria College als Jahrgangsbester seinen Abschluss in Handel und Finanzen machte. Später war er als Finanzberater bei Towers Perrin tätig.
Er begann in den 1940er Jahren beim Eglinton Pony Club mit dem Reitsport. Bei den Olympischen Sommerspielen 1956 in Melbourne belegte er im Vielseitigkeitsreiten-Einzel den 20. Platz und gewann im Mannschaftswettkampf zusammen mit James Elder und John Rumble die Bronzemedaille. Es war die erste olympische Medaille Kanadas im Reiten. Drei Jahre später siegte Herbinson mit der kanadischen Vielseitigkeitsmannschaft bei den Panamerikanischen Spielen in Chicago. Bei den Olympischen Sommerspielen 1960 in Rom stürzte Herbinson und beendete seine Wettkämpfe im Vielseitigkeitsreiten-Einzel und Mannschaftswettkampf nicht.